# Boberg XR9
La Boberg XR9 è una pistola tascabile semiautomatica entrata in produzione negli Stati Uniti d'America dal 2011, poi prodotta dal 2017 come Bond Arms BullPup9.

## Caratteristiche tecniche
L'arma è costruita con un sistema di funzionamento inconsueto e unico nel panorama attuale delle pistole semiautomatiche, basato su un meccanismo che prevede che la cartuccia, durante lo scarrellamento, venga agganciata e portata indietro per essere quindi inserita nella camera di scoppio, che è situata proprio sopra il caricatore, anziché davanti come nelle comuni pistole, rendendo disponibile così lo spazio relativo alla cartuccia stessa e permettendo quindi l'uso di una canna di maggior lunghezza, senza aumentare quella totale dell'arma, secondo uno schema che è stato paragonato a quello dei fucili bullpup. L'unica pistola, solo concettualmente, simile mai entrata in produzione fu la fallimentare pistola Mars di inizio XX secolo, nella quale erano previsti la traslazione dal caricatore e il successivo caricamento posteriore della cartuccia per aumentarne lunghezza della canna e potenza. Le cartucce sono quindi posizionate nel caricatore con il fondello verso l'alto, al contrario delle altre pistole, per favorirne l'agganciamento. La Boberg XR9, inoltre, utilizza il sistema della canna rototraslante, che permette una riduzione del rinculo rispetto al semplice uso di molle.
La canna più lunga permette un maggior sfruttamento del volume di gas generato dall'esplosione della carica, conferendo maggior energia e quindi velocità di uscita al proiettile, aumentandone gittata e precisione, rispetto ad altre pistole di paragonabili dimensioni, per questo la ditta produttrice la pubblicizzava come "The world’s most powerful 9mm pocket-sized pistol" ("La più potente pistola da tasca 9 mm al mondo"). Per contro, la maggiore complessità meccanica dell'arma, rispetto alle sue concorrenti, oltre ad aumentarne il costo, ne diminuisce l'affidabilità e rende maggiore la probabilità di inceppamento, caratteristiche, queste, considerate vitali per un'arma concepita appositamente per il porto occultato. Per questo, il produttore forniva un elenco di munizioni testate, era raccomandato l'uso di particolari lubrificanti ed era ritenuto necessario, specialmente per i primi lotti di produzione, un lungo rodaggio per l'assestamento delle parti meccaniche.

## Varianti
La Boberg XR9 fu inizialmente presentata alle riviste specializzate di settore nella versione con la canna lunga 106,5 mm, unitamente alla versione a canna accorciata denominata XR9-S (Shorty), ma fu solo quest'ultima a entrare in produzione nell'ultimo trimestre del 2011 nello stabilimento di White Bear Lake in Minnesota. L'entrata in produzione della versione a canna lunga, ridenominata XR9-L, venne annunciata nel 2013. Nel 2015 entrò in produzione una versione della XR9-S ricamerata in calibro .45 ACP, denominata XR45-S, prodotta per un breve periodo.
Erano state previste diverse versioni della pistola, con canna ulteriormente accorciata a 79 mm o lunga fino a 118 mm, ma nessun'altra è mai entrata in produzione di serie. La versione XR9-S è l'unica rimasta in produzione.
La Boberg Arms ha cessato di produrre armi nel 2016, perché ceduta, compresi brevetti e diritti, alla Bond Arms di Granbury nel Texas, specializzata nella produzione di Derringer a doppia canna derivate dalla Remington, che, dopo aver commercializzato direttamente gli ultimi 300 esemplari della XR9-S, nel 2017 ne ha ripreso la produzione, ridenominandola BullPup9, con qualche lieve miglioramento, quali nuove guancette più larghe in legno e la presenza dell'elevatore sopra la molla del caricatore, ma, soprattutto, una più efficiente finitura delle parti meccaniche interne. Anche per quest'arma è stata compilata una lista di munizioni compatibili, ma, a differenza della precedente, è sconsigliato l'uso continuativo di cartucce potenziate (+P). Inoltre, il produttore dichiara che non è più necessario alcun rodaggio.